# شوگر ری رابینسون
شوگر رِی رابینسون (انگلیسی: Sugar Ray Robinson; ۳ مهٔ ۱۹۲۱ – ۱۲ آوریل ۱۹۸۹) بوکسور حرفه‌ای اهل ایالات متحده آمریکا بود. او در رتبه‌بندی‌های فارغ از کلاس وزنی یا پوندبه‌پوند (pound for pound) عموماً به عنوان برترین بوکسور تمام اعصار شناخته می‌شود.